# (9231) Shimaken
(9231) Shimaken  es un asteroide perteneciente al cinturón de asteroides, descubierto el 29 de enero de 1997 por Takao Kobayashi desde el Observatorio de Ōizumi, en Japón.

## Designación y nombre
Shimaken se designó inicialmente como 1997 BB2.
Más adelante, en 2010 fue nombrado por  Shimaken, el grupo de investigación dirigido por Toshihiko Shimamoto (nacido en 1946), profesor emérito de la Universidad de Kioto. El grupo reprodujo el movimiento de fallas sismogénicas en el laboratorio y descubrió que el propio movimiento de fallas debilita drásticamente la falla por calentamiento por fricción y promueve la generación de grandes terremotos.

## Características orbitales
Shimaken orbita a una distancia media del Sol de 2,158 ua, pudiendo acercarse hasta 1,872 ua y alejarse hasta 2,444 ua. Tiene una excentricidad de 0,133 y una inclinación orbital de 3,132° grados. Emplea en completar una órbita alrededor del Sol 1158,05 días.

## Características físicas
Su magnitud absoluta es 14,43. Tiene 3,770 km de diámetro. Su albedo se estima en 0,285.